# Canto para una semilla
Canto para una semilla è un album del gruppo musicale cileno Inti-Illimani, pubblicato nel 1972. È una cantata popular scritta dal compositore cileno Luis Advis alla fine del 1971. 

## Descrizione

### La cantata
L'opera, dedicata alla figura di Violeta Parra, si sviluppa con un'alternanza di recitati e brani cantati. Per i testi Advis ha utilizzato una selezione delle poesie autobiografiche di Violeta Parra pubblicate nel suo libro postumo Décimas (la decima è una forma di poesia strutturata in dieci versi per strofa). A queste poesie Advis unisce il testo della celebre canzone della Parra Gracias a la vida (testo che qui viene solamente recitato). 
Le poesie originali sono state in alcuni casi leggermente modificate e adattate per ottenere una sorta di narrazione ordinata.
L'autore stesso, già in fase di composizione, l'aveva pensata per le caratteristiche interpretative di Isabel Parra (figlia di Violeta), del gruppo Inti-Illimani e dell'attrice Carmen Bunster e saranno proprio questi artisti a registrarla per la prima volta nel 1972. Completano l'organico dell'opera un violoncello e un contrabbasso.
A un brano recitato si alterna una canzone. In questo modo si vuole ripercorrere la vita della compatriota Violeta Parra. Non si vuole fare una semplice cronologia, che sarebbe tra l'altro impossibile da realizzare in un'opera musicale. Canto para una semilla (elegia) vuole essere un insieme di immagini e di emozioni che si susseguono, una galleria di quadri che dipingono alcuni istanti della vita di Violeta Parra. Una delle parti recitate è Gracias a la vida, il brano più noto della cantautrice cilena, un inno alla vita, un ringraziamento, una sorta di testamento spirituale composto proprio poco prima della morte.
Nel 2009 Luis Advis riscrisse la partitura, aggiungendovi un coro e un'orchestra sinfonica. La prima di questa nuova versione si tenne nel Teatro Grande di Pompei con l'orchestra e il coro del Teatro San Carlo di Napoli insieme agli Inti-Illimani Histórico e a Isabel Parra sotto la direzione di Massimiliano Stefanelli.

### Edizioni

#### Edizione cilena del 1972
La prima versione della cantata viene incisa in spagnolo nel 1972 e pubblicata in formato LP dall'etichetta discografica cilena DICAP (Discoteca del cantar popular) con numero di catalogo JJLS - 16. Questo LP non è mai stato distribuito in Italia. Nel 2001 la Warner Music Chile ha ristampato l'album in CD con numero di catalogo 8573 84987-2 per il mercato cileno, rimasterizzato a partire da copie in vinile, dato che i master originali, come tutti gli altri della DICAP, sono stati distrutti all'indomani del golpe del 1973.

#### Edizione italiana del 1978
Nel 1978 gli Inti-Illimani registrano una nuova versione dell'opera già incisa nel 1972, all'Orthophonic Recording Studio di Roma, utilizzato dal gruppo per la prima volta e che diventerà per molti anni il loro studio di registrazione abituale. Iniziano qui una lunga e feconda relazione con il tecnico del suono Sergio Marcotulli. La musica è sempre di Luis Advis, mentre il recitativo, in italiano, alla cui traduzione ha collaborato l'attore Duilio Del Prete, viene interpretato da Edmonda Aldini.
Nelle note del disco Luis Advis specifica che:
Il disco venne pubblicato con il titolo Canto per un seme in LP dalla Vedette, nel 1978 con numero di catalogo MLP 5554, e poi ristampato dalla EMI Italiana, nel 1979 con numero di catalogo 3C 064-62165, che nel frattempo aveva rilevato l'intero catalogo degli Inti-Illimani. Questa edizione non è mai stata pubblicata in CD.
A partire da queste registrazioni verranno anche realizzati due ulteriori dischi: uno con testo recitato in francese intitolato Chant pour une semence e uno con testo in spagnolo intitolato Canto para una semilla.

#### Edizione USA/spagnola del 1978
Nel 1978 viene pubblicata anche una versione con testi in spagnolo, per il mercato statunitense e spagnolo, intitolata Canto para una semilla. Il recitato viene affidato a Marés González. Il disco venne pubblicato dalla Monitor records in LP con numero di catalogo MFS 821, che in seguito lo ristamperà anche in CD. Questa edizione viene inoltre distribuita, sempre in formato LP, dalla Movieplay in Spagna nel 1981. Una ristampa viene inoltre pubblicata in Cile dalla Alerce in formato musicassetta con numero di catalogo ALC - 159.

#### Edizione francese del 1985
Nel 1985 viene pubblicata un'edizione in francese della cantata, intitolata Chant pour une semence. Per la distribuzione in Francia di questo lavoro affidarono a Francesca Solleville la lettura dei testi (tradotti in francese). Il disco viene pubblicato dalla Disques Dom con numero di catalogo D.50036 in formato LP. Questa versione non è mai stato ristampata in CD.

## Tracce

### Edizione 1972
1. Relato – 1:02
2. Canción: Los parientes – 4:56
3. Relato - Coro - Relato – 1:32
4. Canción: La infancia – 3:38
5. Relato – 1:32
6. Canción: El amor – 5:53
7. Relato – 1:09
8. Canción: El compromiso – 3:21
9. Relato – 0:36
10. Canción: La denuncia – 2:40
11. Relato – 0:40
12. Canción: La esperanza – 4:49
13. Relato – 1:15
14. Canción: La muerte – 3:33
15. Epìlogo - Coro - Relato - Coro – 1:41
16. Relato – 1:17
17. Canción: Final – 3:26

Durata totale: 43:00

### Edizione 1978-1985
1. Los parientes
2. La infancia
3. El amor
4. El compromiso
5. La denuncia
6. La esperancia
7. La muerte
8. Epílogo
9. Canción final

## Crediti

### Edizione cilena 1972

#### Formazione
- Isabel Parra - voce, cuatro
- Carmen Bunster - voce recitante
- Jorge Coulón - voce, chitarra
- Max Berrú - voce, bombo, pandero, maracas
- Horacio Salinas - chitarra, tiple, voce
- Horacio Duran - charango, tiple, voce
- Ernesto Pérez De Arce - quena, voce
- José Seves - quena, voce, güiro

#### Collaboratori
- Vicente e Antonio Larrea - copertina, disegni e grafica

### Edizione italiana 1978

#### Formazione
- Isabel Parra - voce, cuatro
- Edmonda Aldini - voce recitante
- Jorge Coulón - voce, chitarra
- Max Berrú - voce, bombo, pandero, maracas
- Horacio Salinas - chitarra, tiple, voce
- Horacio Duran - charango, tiple, voce
- Marcelo Coulón - quena, voce
- José Seves - quena, voce, güiro

#### Collaboratori
- Massimo Giorgi: contrabbasso
- Paolo Crisante: violoncello
- Ignazio Delogu: traduzioni
- Duilio Del Prete: adattamento
- Jorge Salas: copertina, disegni e grafica

### Edizione USA/spagnola 1978

#### Formazione
- Isabel Parra - voce, cuatro
- Marés González - voce recitante
- Jorge Coulón - voce, chitarra
- Max Berrú - voce, bombo, pandero, maracas
- Horacio Salinas - chitarra, tiple, voce
- Horacio Duran - charango, tiple, voce
- Marcelo Coulón - quena, voce
- José Seves - quena, voce, güiro

#### Collaboratori
- Massimo Giorgi: contrabbasso
- Paolo Crisante: violoncello
- Jorge Salas: disegno di copertina

### Edizione francese 1985

#### Formazione
- Isabel Parra - voce, cuatro
- Francesca Solleville - voce recitante
- Jorge Coulón - voce, chitarra
- Max Berrú - voce, bombo, pandero, maracas
- Horacio Salinas - chitarra, tiple, voce
- Horacio Duran - charango, tiple, voce
- Marcelo Coulón - quena, voce
- José Seves - quena, voce, güiro

#### Collaboratori
- Massimo Giorgi: contrabbasso
- Paolo Crisante: violoncello
- Jorge Salas: disegni di copertina